# The Book of Mormon (musical)
The Book of Mormon es un musical satírico con libreto, música y letras de Trey Parker, Robert Lopez y Matt Stone. Su trama central gira en torno a Elder Price y Elder Cunningham, dos jóvenes misioneros de la Iglesia de Jesucristo de los Santos de los Últimos Días que son enviados a una aldea remota de Uganda para educar a los nativos en la fe mormona. Sin embargo, pronto descubrirán que la población local tiene otras preocupaciones más urgentes que atender.
El espectáculo debutó en 2011 en el Eugene O'Neill Theatre de Broadway, con Andrew Rannells y Josh Gad en los papeles protagonistas, y rápidamente se convirtió en un éxito de crítica y público, obteniendo multitud de reconocimientos entre los que se incluyen nueve premios Tony. En la actualidad ocupa el 11.º puesto de la lista de espectáculos de mayor permanencia en cartel en la historia de Broadway y acumula unos ingresos de más de 800 millones de dólares.
Desde su estreno neoyorquino, The Book of Mormon también ha podido verse en Londres y en numerosas ciudades a lo largo de todo el mundo.

## Argumento

### Acto I
En un centro de formación para misioneros mormones de Utah, Elder Kevin Price ensaya junto a sus compañeros de clase el método puerta a puerta para captar nuevos miembros de la Iglesia de Jesucristo de los Santos de los Últimos Días («Hello!»). Price piensa que si reza lo suficiente será enviado como misionero a su lugar favorito del mundo: Orlando. Sin embargo, pronto descubre que su destino es una aldea remota en el norte de Uganda y que su compañero de misión es Elder Arnold Cunningham, un joven inseguro y sin habilidades sociales obsesionado con la cultura pop («Two by Two»). A pesar de la decepción inicial, Price sigue creyendo que está destinado a hacer algo importante, mientras que Cunningham simplemente se siente feliz por haber encontrado un amigo («You and Me (But Mostly Me)»).
Al llegar a la aldea, Price y Cunningham son asaltados a punta de pistola por los soldados del señor de la guerra local, el general Butt Fucking Naked. Mafala Hatimbi, su guía en Uganda, les da la bienvenida y los lugareños comparten las penurias que tienen que soportar bajo el puño de hierro del general. Para sobrellevar mejor su existencia, los aldeanos repiten una frase que se traduce como «¡Que te jodan, Dios!» («Hasa Diga Eebowai»).
Nabulungi, la hija de Hatimbi, acompaña a Price y Cunningham a sus dependencias. Allí conocen al resto de misioneros, que pese a llevar tiempo asentados en la zona no han sido capaces de convertir a una sola persona. Elder McKinley, el líder del grupo, aconseja a Price y Cunningham mantener a raya los problemas evitando pensar en ellos («Turn It Off»). Cuando se van a dormir esa noche, Price confiesa sentirse un tanto sobrepasado, pero Cunningham le asegura que juntos van a conseguir su propósito y que él siempre va a estar a su lado («I Am Here for You»).
A la mañana siguiente, Price, con la ayuda de Cunningham, intenta impresionar a los lugareños contándoles la asombrosa historia de Joseph Smith y cómo los primeros mormones llegaron a establecerse en la tierra prometida de Salt Lake City, pero ninguno de ellos parece estar demasiado interesado («All-American Prophet»). En ese momento aparece el general y exige la mutilación genital de todas las mujeres antes de que acabe la semana. El general silencia las quejas de los aldeanos ejecutando a uno de ellos. Hatimbi ordena a Nabulungi que se quede en casa y no abra la puerta a nadie, pero ella protesta porque no quiere vivir sometida. A solas, la joven recuerda la promesa de Price de un paraíso en la tierra y sueña con una vida mejor en Salt Lake City («Sal Tlay Ka Siti»).
El presidente de la misión solicita un informe de progreso provocando el nerviosismo de McKinley y el resto del grupo, ya que todavía no han conseguido ni un solo bautismo. Conmocionado por la ejecución y las duras condiciones de Uganda, Price decide dejarlo todo y solicitar un traslado a Orlando. Cunningham intenta retenerlo, pero su compañero de misión se marcha sin contemplaciones («I Am Here for You (Reprise)»). Nabulungi llega buscando a Price y se encuentra a un desmoralizado Cunningham. Ella le dice que ha hablado con sus vecinos y que finalmente están listos para recibir las enseñanzas mormonas. Cunningham hace acopio de valor y acepta el desafío de tomar el control de la situación («Man Up»).

### Acto II
Los aldeanos escuchan a Cunningham leer el Libro de Mormón, pero no tardan en desmotivarse porque las doctrinas de la Iglesia son ajenas a los problemas reales de Uganda. Desesperado, el joven misionero empieza a añadir elementos de ciencia ficción y fantasía, logrando captar la atención de los ugandeses. Cunningham se siente culpable por faltar a la verdad, aunque decide seguir adelante al ver que por fin está ayudando a la gente («Making Things Up Again»). Mientras tanto, un exultante Price llega a Orlando, pero los remordimientos por haber abandonado a su compañero comienzan a asaltarle. De pronto se encuentra en el infierno y tiene visiones terroríficas de Jesús, Satanás, Gengis Kan, Jeffrey Dahmer, Adolf Hitler y Johnnie Cochran («Spooky Mormon Hell Dream»). Price entra en pánico hasta que despierta y descubre que solo era una pesadilla y que aún sigue en Uganda. Arrepentido, el joven decide quedarse en la misión y cumplir con su cometido.
Cunningham anuncia que varios lugareños están interesados en unirse a la Iglesia, pero McKinley advierte que a menos que el general lo permita, nadie se bautizará. Price ve la oportunidad de demostrar su valía y llevar a cabo la misión para la que nació. Reafirmándose en su fe, el joven va a ver al general con el Libro de Mormón en la mano dispuesto a convertirlo («I Believe»). Sin embargo, las cosas no salen según lo planeado y el general se lleva a Price a rastras.
Nabulungi le dice a Cunningham que nunca había visto a sus vecinos tan felices. Ella le pregunta si le gustaría bautizarla y los dos comparten un momento íntimo mientras realizan el rito («Baptize Me»). El resto de la aldea también se bautiza y los orgullosos misioneros celebran su unidad con el pueblo de Uganda («I Am Africa»). Paralelamente se ve a Price acudiendo al doctor para que le extraiga el Libro de Mormón del recto. El general se entera de la conversión de los aldeanos y decide matarlos a todos.
Cunningham encuentra a un abatido Price ahogando sus penas en café y le pide que al menos mantenga las formas hasta la visita del presidente de la misión, que viene para darles la enhorabuena por sus avances. Price acepta a regañadientes y se lamenta por todo lo que la vida le ha negado («Orlando»).
Nabulungi y los aldeanos reciben al presidente de la misión con una actuación especial sobre la historia de Joseph Smith que incluye todas las invenciones de Cunningham («Joseph Smith American Moses»). Indignado, el presidente reprende a los mormones por ridiculizar a la Iglesia y ordena el cierre de la misión. Dándose cuenta de que las enseñanzas de Cunningham estaban llenas de mentiras, Nabulungi maldice a Dios por las promesas que no van a cumplirse («Hasa Diga Eebowai (Reprise)»). De pronto, Price tiene una revelación y comprende que su compañero ha dado con la clave: aunque las escrituras son importantes, aún lo es más saber transmitir el mensaje y ayudar a la gente («You and Me (But Mostly Me) (Reprise)»).
El general llega y Nabulungi está dispuesta a someterse a él. La joven revela a los aldeanos que las historias de Cunningham no son ciertas y que nunca lo volverán a ver, pero protege su reputación diciendo que ha sido devorado por los leones. Para sorpresa de Nabulungi, los aldeanos responden que siempre supieron que los relatos de Cunningham eran metáforas y que no había que tomárselos al pie de la letra. En ese momento aparece Cunningham flanqueado por Price y los dos misioneros logran ahuyentar al general haciéndole creer que Cunningham ha regresado de entre los muertos. Price reúne a todos, mormones y ugandeses, y los insta a trabajar juntos para construir su propio paraíso en la tierra. Tiempo después, un ejército de ugandeses recién convertidos (entre ellos el general) está listo para difundir el evangelio puerta a puerta con un nuevo libro escrito por Arnold Cunningham («Tomorrow Is a Latter Day»/«Hello! (Reprise)»).

## Producciones
| Producción           | Teatro                  | Fecha de estreno         | Fecha de cierre         | Funciones |
| Broadway             | Eugene O'Neill Theatre  | 24 de marzo de 2011      | En cartel               | > 5.000   |
| Gira en Norteamérica | Varios                  | 14 de agosto de 2012     | 1 de mayo de 2016       |           |
| Gira en Norteamérica | Varios                  | 11 de diciembre de 2012  | 11 de marzo de 2020     |           |
| West End             | Prince of Wales Theatre | 21 de marzo de 2013      | En cartel               | > 4.000   |
| Gira en Reino Unido  | Varios                  | 6 de junio de 2019       | 26 de noviembre de 2022 |           |
| Gira en EE. UU.      | Varios                  | 23 de septiembre de 2022 | En cartel               |           |
| Madrid               | Teatro Calderón         | 10 de octubre de 2023    | 26 de julio de 2025     | > 700     |
| Madrid               | Teatro Rialto           | 24 de octubre de 2025    |                         | > 700     |
| Gira en Reino Unido  | Varios                  | 11 de septiembre de 2024 | En cartel               |           |

Otras producciones
The Book of Mormon se ha representado en países como Alemania, Australia, Canadá, Dinamarca, España, Estados Unidos, Irlanda, México, Noruega, Nueva Zelanda, Países Bajos, Reino Unido, Suecia o Suiza, y ha sido traducido a varios idiomas diferentes. En total acumula más de veinte millones de espectadores en todo el mundo.
Entre el 20 de noviembre y el 8 de diciembre de 2019, la segunda gira norteamericana realizó una parada en el Centro Cultural de Ciudad de México, suponiendo el debut del espectáculo en América Latina. Las funciones fueron en inglés con subtítulos proyectados en grandes pantallas.

## Números musicales
| Acto I - «Hello!» - «Two by Two» - «You and Me (But Mostly Me)» - «Hasa Diga Eebowai» - «Turn It Off» - «I Am Here for You» - «All-American Prophet» - «Sal Tlay Ka Siti» - «I Am Here for You (Reprise)» † - «Man Up» | Acto II - «Making Things Up Again» - «Spooky Mormon Hell Dream» - «I Believe» - «Baptize Me» - «I Am Africa» - «Orlando» † - «Joseph Smith American Moses» - «Hasa Diga Eebowai (Reprise)» † - «You and Me (But Mostly Me) (Reprise)» † - «Tomorrow Is a Latter Day» †† - «Hello! (Reprise)» †† - «Encore» †† |

† Canción no incluida en el álbum grabado por el reparto original de Broadway
†† Estas tres canciones aparecen combinadas en un única pista en el álbum grabado por el reparto original de Broadway

## Repartos originales
| Personaje                              | Broadway (2011)   | Gira en Norteamérica (2012) | Gira en Norteamérica (2012) | West End (2013)  | Gira en Reino Unido (2019) | Gira en EE. UU. (2022) | Madrid (2023)  | Gira en Reino Unido (2024) |
| Elder Price                            | Andrew Rannells   | Gavin Creel                 | Nic Rouleau                 | Gavin Creel      | Kevin Clay                 | Sam McLellan           | Jan Buxaderas  | Adam Bailey                |
| Elder Cunningham                       | Josh Gad          | Jared Gertner               | Ben Platt                   | Jared Gertner    | Conner Peirson             | Sam Nackman            | Alejandro Mesa | Sam Glen                   |
| Nabulungi                              | Nikki M. James    | Samantha Marie Ware         | Syesha Mercado              | Alexia Khadime   | Nicole-Lily Baisden        | Berlande               | Aisha Fay      | Nyah Nish                  |
| Elder McKinley                         | Rory O'Malley     | Grey Henson                 | Pierce Cassedy              | Stephen Ashfield | Will Hawksworth            | Sean Casey Flanagan    | Nil Carbonell  | Tom Bales                  |
| Mafala Hatimbi                         | Michael Potts     | Kevin Mambo                 | James Vincent Meredith      | Giles Terera     | Ewen Cummins               | Lamont J. Whitaker     | Jimmy Roca     | Kirk Patterson             |
| General                                | Brian Tyree Henry | Derrick Williams            | David Aron Damane           | Chris Jarman     | Thomas Vernal              | Dewight Braxton Jr.    | Leo Parlay     | Rodney Earl Clarke         |
| Joseph Smith / Presidente de la misión | Lewis Cleale      | Mike McGowan                | Christopher Shyer           | Haydn Oakley     | Johnathan Tweedie          | Trevor Dorner          | Pablo Raya     | Will Barratt               |

Reemplazos destacados en Madrid
- Elder Price: Alexandre Ars
- Elder McKinley: Albert Bolea
- General: Yansel Monagas
- Joseph Smith / Presidente de la misión: Carlos Renedo

## Grabaciones
Hasta la fecha solo se ha editado el álbum grabado por el elenco original de Broadway, que salió a la venta el 17 de mayo de 2011 y llegó a alcanzar el tercer puesto en el Billboard 200.

## Premios y nominaciones

### Producción original de Broadway
| Año  | Premio                               | Categoría                             | Nominado                              | Resultado |
| ---- | ------------------------------------ | ------------------------------------- | ------------------------------------- | --------- |
| 2011 | Tony Award                           | Mejor musical                         | Mejor musical                         | Ganador   |
| 2011 | Tony Award                           | Mejor libreto de un musical           | Robert Lopez, Trey Parker, Matt Stone | Ganador   |
| 2011 | Tony Award                           | Mejor música original                 | Robert Lopez, Trey Parker, Matt Stone | Ganador   |
| 2011 | Tony Award                           | Mejor actor en un musical             | Andrew Rannells                       | Nominado  |
| 2011 | Tony Award                           | Mejor actor en un musical             | Josh Gad                              | Nominado  |
| 2011 | Tony Award                           | Mejor actor de reparto en un musical  | Rory O'Malley                         | Nominado  |
| 2011 | Tony Award                           | Mejor actriz de reparto en un musical | Nikki M. James                        | Ganador   |
| 2011 | Tony Award                           | Mejor dirección en un musical         | Casey Nicholaw, Trey Parker           | Ganador   |
| 2011 | Tony Award                           | Mejor coreografía                     | Casey Nicholaw                        | Nominado  |
| 2011 | Tony Award                           | Mejores orquestaciones                | Larry Hochman, Stephen Oremus         | Ganador   |
| 2011 | Tony Award                           | Mejor diseño de escenografía          | Scott Pask                            | Ganador   |
| 2011 | Tony Award                           | Mejor diseño de vestuario             | Ann Roth                              | Nominado  |
| 2011 | Tony Award                           | Mejor diseño de iluminación           | Brian MacDevitt                       | Ganador   |
| 2011 | Tony Award                           | Mejor diseño de sonido                | Brian Ronan                           | Ganador   |
| 2011 | Drama Desk Award                     | Mejor musical                         | Mejor musical                         | Ganador   |
| 2011 | Drama Desk Award                     | Mejores letras                        | Robert Lopez, Trey Parker, Matt Stone | Ganador   |
| 2011 | Drama Desk Award                     | Mejor música                          | Robert Lopez, Trey Parker, Matt Stone | Ganador   |
| 2011 | Drama Desk Award                     | Mejor libreto de un musical           | Robert Lopez, Trey Parker, Matt Stone | Nominado  |
| 2011 | Drama Desk Award                     | Mejor actor en un musical             | Andrew Rannells                       | Nominado  |
| 2011 | Drama Desk Award                     | Mejor actor de reparto en un musical  | Rory O'Malley                         | Nominado  |
| 2011 | Drama Desk Award                     | Mejor actriz de reparto en un musical | Nikki M. James                        | Nominado  |
| 2011 | Drama Desk Award                     | Mejor coreografía                     | Casey Nicholaw                        | Nominado  |
| 2011 | Drama Desk Award                     | Mejor dirección en un musical         | Casey Nicholaw, Trey Parker           | Ganador   |
| 2011 | Drama Desk Award                     | Mejor diseño de vestuario             | Ann Roth                              | Nominado  |
| 2011 | Drama Desk Award                     | Mejor diseño de sonido en un musical  | Brian Ronan                           | Nominado  |
| 2011 | Drama Desk Award                     | Mejores orquestaciones                | Larry Hochman, Stephen Oremus         | Ganador   |
| 2011 | Outer Critics Circle Award           | Mejor musical de Broadway nuevo       | Mejor musical de Broadway nuevo       | Ganador   |
| 2011 | Outer Critics Circle Award           | Mejor música nueva                    | Trey Parker, Robert Lopez, Matt Stone | Ganador   |
| 2011 | Outer Critics Circle Award           | Mejor dirección en un musical         | Casey Nicholaw, Trey Parker           | Ganador   |
| 2011 | Outer Critics Circle Award           | Mejor coreografía                     | Casey Nicholaw                        | Nominado  |
| 2011 | Outer Critics Circle Award           | Mejor actor en un musical             | Josh Gad                              | Ganador   |
| 2011 | Outer Critics Circle Award           | Mejor actriz en un musical            | Nikki M. James                        | Nominado  |
| 2011 | New York Drama Critics' Circle Award | Mejor musical                         | Mejor musical                         | Ganador   |
| 2012 | Grammy Award                         | Mejor álbum de teatro musical         | Mejor álbum de teatro musical         | Ganador   |

### Producción original del West End
| Año  | Premio        | Categoría                                 | Nominado                              | Resultado |
| ---- | ------------- | ----------------------------------------- | ------------------------------------- | --------- |
| 2014 | Olivier Award | Mejor musical nuevo                       | Mejor musical nuevo                   | Ganador   |
| 2014 | Olivier Award | Mejor actor en un musical                 | Gavin Creel                           | Ganador   |
| 2014 | Olivier Award | Mejor actor en un musical                 | Jared Gertner                         | Nominado  |
| 2014 | Olivier Award | Mejor intérprete de reparto en un musical | Stephen Ashfield                      | Ganador   |
| 2014 | Olivier Award | Mejor coreografía                         | Casey Nicholaw                        | Ganador   |
| 2014 | Olivier Award | Logro destacado en música                 | Robert Lopez, Trey Parker, Matt Stone | Nominado  |

### Producción original de Madrid
| Año  | Premio                    | Categoría                           | Nominado                            | Resultado |
| ---- | ------------------------- | ----------------------------------- | ----------------------------------- | --------- |
| 2024 | Premio Talía              | Mejor espectáculo de teatro musical | Mejor espectáculo de teatro musical | Ganador   |
| 2024 | Premio Talía              | Mejor actor de teatro musical       | Jan Buxaderas                       | Nominado  |
| 2024 | Premio Talía              | Mejor actor de teatro musical       | Alejandro Mesa                      | Ganador   |
| 2024 | Premio del Teatro Musical | Mejor musical                       | Mejor musical                       | Ganador   |
| 2024 | Premio del Teatro Musical | Mejor dirección de escena           | David Serrano                       | Ganador   |
| 2024 | Premio del Teatro Musical | Mejor dirección musical             | Joan Miquel Pérez                   | Nominado  |
| 2024 | Premio del Teatro Musical | Mejor coreografía                   | Iker Karrera                        | Nominado  |
| 2024 | Premio del Teatro Musical | Mejor escenografía                  | Ricardo Sánchez Cuerda              | Nominado  |
| 2024 | Premio del Teatro Musical | Mejor diseño de iluminación         | Carlos Torrijos                     | Nominado  |
| 2024 | Premio del Teatro Musical | Mejor diseño de sonido              | Gastón Briski                       | Nominado  |
| 2024 | Premio del Teatro Musical | Mejor caracterización               | Esther Redondo                      | Nominada  |
| 2024 | Premio del Teatro Musical | Mejor figurinista                   | Ana Llena                           | Nominada  |
| 2024 | Premio del Teatro Musical | Mejor actor protagonista            | Alejandro Mesa                      | Ganador   |
| 2024 | Premio del Teatro Musical | Mejor actor protagonista            | Jan Buxaderas                       | Nominado  |
| 2024 | Premio del Teatro Musical | Mejor actriz de reparto             | Aisha Fay                           | Nominada  |
| 2024 | Premio del Teatro Musical | Mejor actor de reparto              | Jimmy Roca                          | Nominado  |
| 2024 | Premio del Teatro Musical | Mejor actor de reparto              | Nil Carbonell                       | Ganador   |